# 納拉甘西特語
納拉甘西特語（英語：Narragansett，/ˌnærəˈɡænsɪt/）屬於阿爾岡昆語系，是納拉甘西特人的語言，曾在羅德島州（簡稱羅州）的一部分使用。最早由在北美創立罗德岛殖民地的罗杰·威廉姆斯在A Key into the Language of America一書中做了英語的紀錄研究。

## 外部來源
- Aubin, George Francis. "More on Narragansett Keesuckquand." International Journal of American Linguistics 41 (1975): 239-40.